# 东古裕龙机场

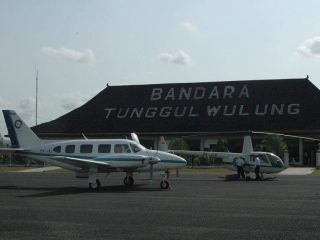
机场航站楼

东古裕龙机场是印尼中爪哇省芝拉扎县的一个机场。距市中心95公里。有一个小型航站楼。跑道规格为1,400米长，30米宽。